# Кипчаки в Грузии
Половцы-кипчаки в  Грузии — древний кочевой тюркский народ, который населяли большие территории от Средней Азии до Восточной Европы. Они (половецко-кипчакская конфедерация) сыграли важную роль в истории многих народов региона, в том числе Грузии. Грузинские монархи в XII—XIII вв. вербовали тысячи кипчаков/половцев в качестве наёмников и успешно использовали их службу против соседних мусульманских государств.

## История

### Ранний период

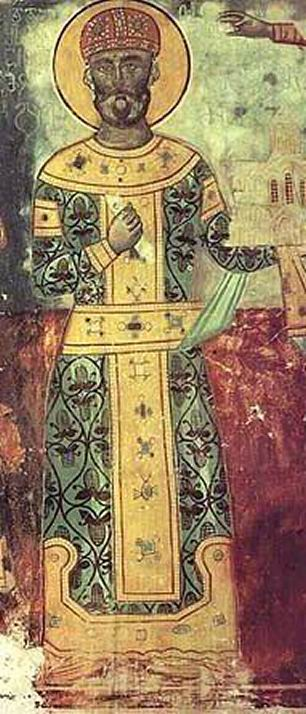
Давид IV.

Первые контакты между грузинами и половцами-кипчаками относятся к XI веку, когда половцы и кипчаки основали кочевую конфедерацию в южных русских степных регионах. Их отношения с Грузией в целом были мирными. Более того, тогдашние грузинские политики видели в кипчаках потенциальных союзников против сельджуков. Согласно грузинским летописям, грузины знали о хороших боевых навыках половцев-кипчаков, их храбрости и огромных человеческих ресурсах.
Архитектором союза грузин и половцев-кипчаков был грузинский царь Давид IV Строитель (годы правления 1089—1125), нанявший десятки (или даже сотни) тысяч половцев. Этому мероприятию, одной из центральных частей военной реформы Давида во время его борьбы с захватчиками-сельджуками, предшествовал визит высокопоставленной грузинской делегации, включая самого царя и его главного советника и наставника Георгия Чкондидели в ставку половцев и кипчаков. Чтобы закрепить союз с этими кочевниками, Давид женился на половецко-кипчакской принцессе Гурандухт, дочери хана Атрака, и пригласил своих новых родственников поселиться в Грузии. Давид был посредником при заключении мира между половцами-кипчаками и аланами, а также, вероятно, имел некоторые консультации с Великим князем Киевской Руси, Владимиром Мономахом, который победил Атрака в 1109 году, чтобы обеспечить свободный проход половецко-кипчакских племён обратно в Грузию.
В результате этой дипломатии 40 000 половецко-кипчакских семей при Атраке переехали в Грузию. Согласно соглашению, каждая семья половцев-кипчаков должна была предоставить полностью вооружённого солдата в грузинскую армию. Им дали землю, перевооружили и они стали регулярными силами под прямым контролем короля. Пять тысяч человек были зачислены в королевскую гвардию; остальные были отправлены в основном в приграничные районы, противостоящие туркам-сельджукам. Они вели полукочевой образ жизни, зимовали в Картли в центральной Грузии и выполняли свои летние обязанности в предгорьях Кавказа.
Средневековый сборник восточнославянских летописей, известный как Ипатьевская летопись, повествует о том, что после смерти Владимира Мономаха в 1125 году Сырчан, хан донских кипчаков, брат Атрака, отправил гонца к Атраку и попросил его вернуться домой. Легенда гласит, что когда Атрак услышал его голос и почувствовал запах степной травы, он почувствовал ностальгию по степной жизни и, наконец, покинул Грузию.
Тем не менее, некоторое количество наёмников-кипчаков навсегда поселились в Грузии, обратились в православие и интегрировались с местным населением.

### Поздний период
Христианизированные (и уже грузинизированные) кипчакские офицеры, известные грузинам как «накивчакари», сыграли решающую роль в подавлении восстаний знати того времени. Благодаря своей верной службе грузинской короне они выросли в своём влиянии и престиже и во время правления Георгия III (1156—1184 гг.) стали новой военной аристократией, резко контрастирующей со старой (корыстолюбивыми грузинскими феодалами). Это вызвало большое недовольство аристократической оппозиции, что вынудило преемника Георгия царица Тамара (1184—1213 гг.) отправить в отставку практически всех высокопоставленных ассимилированных половцев-кипчаков.
Тамара и её преемник Георгий IV (1213—1223 гг.) продолжали нанимать наёмников половцев-кипчаков, возможно, десятками тысяч. Грузины называли их «кивчакни ахални», то есть «новые кипчаки». Однако некоторым из них было отказано в зачислении в королевскую армию, и они перебрались в Гянджу. Впоследствии грузины разгромили эти мародёрские банды и рассеяли их. Хотя половцы-кипчаки продолжали служить в грузинских рядах, несколько кипчакских отрядов присоединились к хорезмскому князю Джалал ад-Дину Мингбурну в его походе против Грузии в 1225 году, что обеспечило ему победу. Половцы-кипчаки оставались по обе стороны от во время монгольского вторжения в Грузию в конце 1230-х годов, но впоследствии большинство из них интегрировались с монгольской ордой.

## Наследие
По мнению современных турецких ученых, следы половецко-кипчакского присутствия в Грузии можно найти в турецко-грузинских приграничных районах, особенно в провинции Ризе. Они связывают некоторые из существующих местных фамилий с кипчакскими кланами, некогда служившими Грузии. Примером являются кумбасары, предполагаемые потомки вышеупомянутого царя Кубасаров. Турки-месхетинцы, большая мусульманская община, депортированная из Грузии при Иосифе Сталине в 1944 году, также иногда заявляют, что средневековые половцы-кипчаки могут быть их возможными предками.